# Osnovna šola Franceta Bevka Ljubljana
Osnovna šola Franceta Bevka Ljubljana je ena izmed osnovnih šol v Ljubljani, ki deluje kot javni zavod Mestne občine Ljubljana. Nahaja se na Ulici Pohorskega bataljona 1 za Bežigradom v Ljubljani.

## Zgodovina
Šola je bila ustanovljena leta 1970 in poimenovana po slovenskem mladinskem pisatelju Francetu Bevku.